# مونته‌روسو آل ماره
مونته روسو آل ماره (به ایتالیایی: Monterosso al Mare) یک کومونه در ایتالیا است که در استان لا اسپتزیا واقع شده‌است.

## خصوصیات
مونته روسو آل ماره ۱۱٫۲۵ کیلومترمربع مساحت و ۱٬۵۲۲ نفر جمعیت دارد و ۱۲ متر بالاتر از سطح دریا واقع شده‌است.

## خواهرخوانده
شهرهای Saint-Genès-Champanelle و کالمونتس خواهرخوانده‌های مونته روسو آل ماره هستند.